# Fort Belvoir

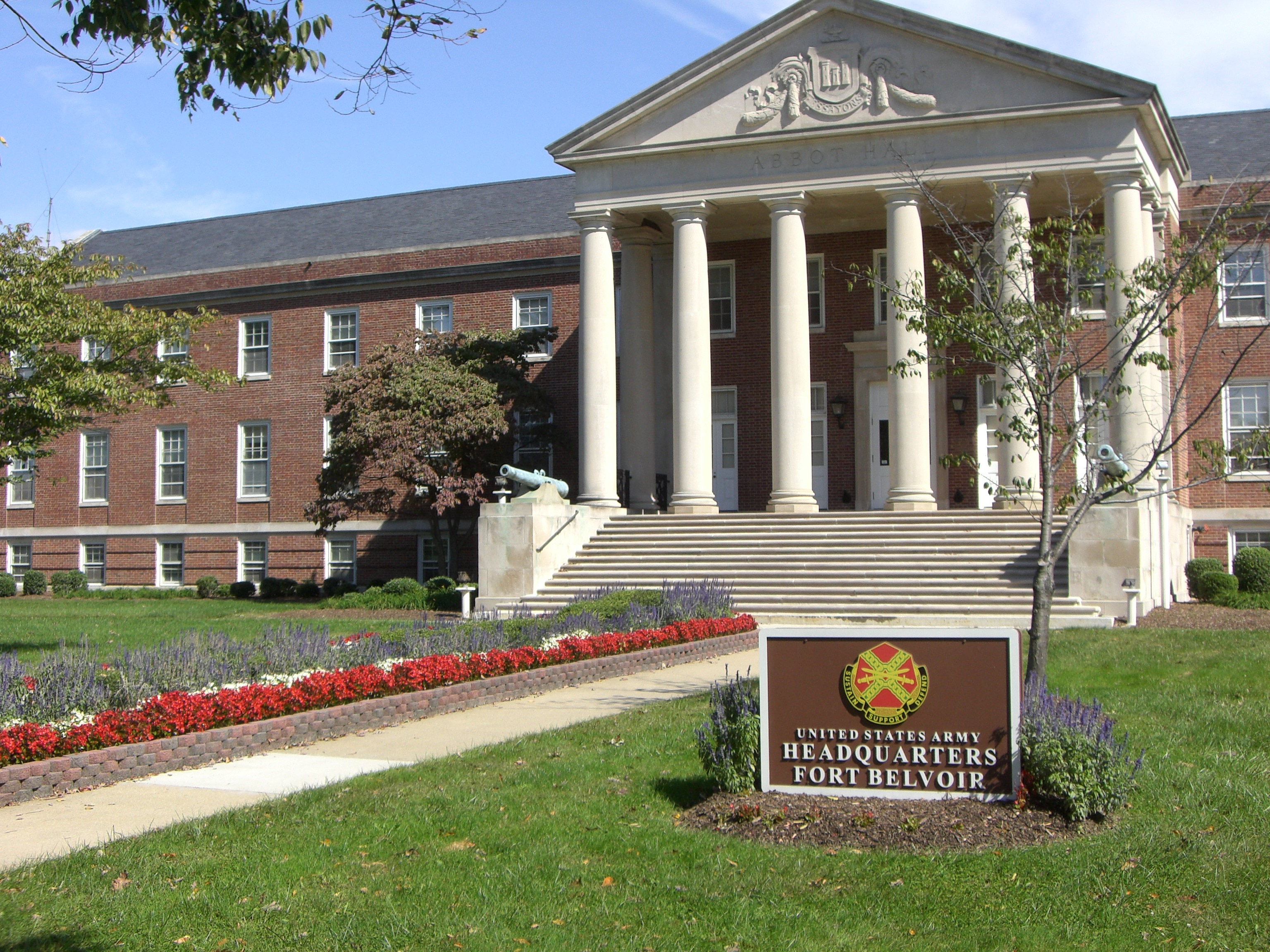
Fort Belvoir, Hauptgebäude

Fort Belvoir ist eine US-Army-Garnison im Fairfax County (Virginia), die auf dem Gelände der ehemaligen Belvoir-Plantage der Familie von Thomas Fairfax, 6. Lord Fairfax of Cameron, einem britischen Grundbesitzer der Kolonialzeit und Namensgeber des Countys, errichtet wurde.

## Geschichte
Das Camp wurde während des Ersten Weltkriegs ab 1917 als Schießstand und Trainingslager errichtet und trug den Namen Camp A. A. Humphreys. Die Schmalspurbahn im Camp A. A. Humphreys verkehrte 1918 bis 1920. 1922 wurde aus dem Camp eine feste Garnison, es erfolgte die Umbenennung in Fort Humphreys und 1935 erhielt es seinen jetzigen Namen Fort Belvoir. Das Fort beherbergte bis 1987 die United States Army Engineer School. Aktuell beherbergt die Garnison eine große Zahl militärischer Einrichtungen der USA und ist, neben dem Pentagon, eine der wichtigsten Einrichtungen des US-Verteidigungsministeriums. Mit über 51.000 Dienstposten sind in Fort Belvoir etwa doppelt so viele Menschen beschäftigt wie im Pentagon. Die Garnison umfasst über 600 Gebäude auf etwa 1,5 Quadratkilometern. Unter anderem ein Krankenhaus, einen Flugplatz, zwei Golfplätze sowie etwa 7500 Wohnungen. Sie besitzt verwaltungstechnisch den Status eines Census-designated place mit etwa 7100 Einwohnern.

## Dienststellen

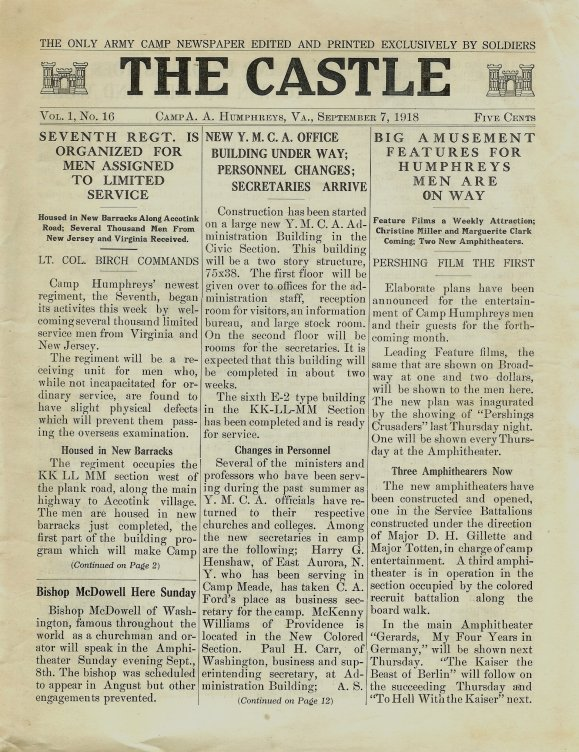
The Castle, Newspaper von Camp A. A. Humphreys, 1918

- 1st Information Operations Command
- 12th Aviation Battalion
- 29th Infantry Division der Virginia National Guard
- 212th Military Police Detachment
- 249th Engineer Battalion
- 55th Ordnance Company
- 75th Military PoliceDetachment
- 9th Theater Support Command
- 902nd Military Intelligence Group
- Aerospace Data Facility East
- US Army Intelligence and Security Command
- Defense Contract Audit Agency
- Defense Logistics Agency
- Defense Threat Reduction Agency
- Military Intelligence Readiness Command
- Missile Defense Agency
- National Geospatial Intelligence Agency

Am 11. November 2020 wurde das Nationalmuseum der US Army in Fort Belvoir eröffnet.